# گلبهار (افغانستان)
گُلبهار تلفظ محلی گُلبار شهر زیبایی است در ولایت کاپیسا و ولایت پروان افغانستان. گلبهار (جمعیت در ۱۳۳۵ خ. /۱۹۵۶ حدود ۲۰ هزار تن) مرکز منطقه پروان بود و در دهانه دره تنگی، در قسمت جنوبی رشته کوه هندوکش در ۷۶ کیلومتری شمال شهر کابل، پایتخت کشور قرار گرفته و محل دادوستد اهالی پنجشیر است. دره غوربند در شمال غربی گلبهار واقع است. آب گلبهار از رود پنجشیر و آب دره شُتُل تأمین می‌شود.

## نام گذاری
این که چرا این منطقه را گلبهار نامیده‌اند، کدام تعبیر علمی ندارد و صرف همان گل‌خیزی این منطقه در فصل بهاراست. البته یک روایت فولکلوری در مورد نامگذاری گلبهار به نقل از مردم آمده که در این‌جا ارائه می‌گردد.
می‌گویند این سرزمین در قدیم پر از آب بود، زمانیکه آب این منطقه تبخیر شد، در فصل بهار گلی در این سرزمین رویید از نام این گل و فصل بهار، این منطقه را گلبهار نام نهادند.

## شرح
گُلبهار با تلفظ محلی گُلبار، منطقه‌ای است که نیمی در ولایت پروان و نیمی در ولایت کاپیسا قرار دارد. گلبهار منطقه‌ای سرسبز است. گلبهار یک موقعیت خوب جغرافیایی پروان را احراز کرده و از نواحی مشهور شمالی زیبا به حساب می‌آید.
این حوزه نسبت داشتن منابع سرشار آبی، سه فصل سال لباس زمردین به تن کرده است. بهار معتدل، تابستان گرم با بادهای تند، خزان خشکه خنک و زمستان نه چندان سرد اوضاع جوی این منطقه را تشکیل می‌دهد. دریای پنجشیر و شتل که از کوهپایه‌های هندوکش سرچشمه می‌گیرند، از همین ناحیه می‌گذرند و در قسمت باغ عمومی گلبهار که از تفریح‌گاه‌های مشهور در کشور به حساب می‌رود، باهم یک‌جا می‌شوند و مردمان پروان و کاپیسا از آب‌های این دریاها در زمینه‌های زراعت، مالداری، برق و آب آشامیدنی استفاده می‌کنند.
گلبهار مرز طبیعی بین ولایات پروان، کاپیسا و پنجشیر را تشکیل می‌دهد و از موقعیت خوب استراتژیک برخوردار است. این ناحیه حدود ۸۵ قریه کوچک و بزرگ را در خود جا داده که جمعیت زیادی از انسان‌ها درین حوزه زندگی می‌کند که پارسی زبان هستند.
میوه‌های متنوع که در گلبهار یافت می‌شوند عبارتند از: توت، زردآلو، آلبالو، شفتالو، بادام، آلوچه، چارمغز… حدود اربعه این حوزه قرار ذیل است: شمال آن ولسوالی شُتُل، شرق آن ولسوالی حصه اول کوهستان، غرب آن ولسوالی جبل‌سراج و جنوب آن ولسوالی سیدخیل موقعیت دارد.

## اقتصاد
مردم این سرزمین بیشتر زراعت پیشه‌اند و ازین طریق امرار معیشت می‌کنند و عایدات زراعتی این مردم بیشتر حبوبات اند مانند: گندم، جواری، لوبیا، ماش، گال و غیره. اما حال شمار زیاد هم به بازرگانی روی آورده، چون جمعیت این ناحیه افزایش یافته و کمبود زمین‌های زراعتی مردم را به انتخاب گزینه‌های دیگری واداشته است.

## بند گلبهار
در تاریخ ۲۷/۱۱/۱۳۸۶ خورشیدی برابر با ۲۰۰۸/۰۲/۱۶ میلادی قرارداد پروژه مطالعات فنی و اقتصادی بند ذخیره گلبهار در بالای رود پنجشیر میان وزارت انرژی و آب افغانستان و شرکت ایرانی خدمات مشاوره مهندسی یکُم منعقد شد. اما با تاسف این پروژه قربانی زد و بندهای قومی و زبانی قرار گرفت و هیچ‌گاهی به مرحله اجرا نرسید. ساخت این بند یکی از پروژه‌های زیربنایی شهید محمد داود خان بود و کار عملی آن در آخرین روزهای حکومت شهید داود خان آغاز گردیده بود، اما با روی کار آمدن رژیم کمونیستی تحت حمایت شوروی سابق در کشور از برنامه عمل خارج ساخته شد.
این بند می‌توانست ذخیره، ۶۰٬۰۰۰ هکتار زمین کشاورزی موجود را آبیاری کند و با ساخت آن مشکل آبیاری ولایات کاپیسا و پروان و حتی کمبود آب آشامیدنی شهر کابل شود. اگر این پروژه روی دست گرفته شود و تکمیل گردد، ظرفیت تولید برق این پروژه ۱۲۰ مگاوات خواهد بود.
مؤثریت این بند جلوگیری سیلاب و فرسایش در پائین آب‌بند و همچنان استفاده از آب آشامیدنی این پروژه برای اهالی پروان، کاپیسا و کابل به خصوص شهرک جدید کابل واقع ده سبز می‌باشد که در درازمدت شهر کابل مشکل آب آشامیدنی را نخواهد داشت. ارتفاع بند ۲۰۰ متر و ساحه آبگیر این پروژه ۳۵۶۵ کیلومترمربع می‌باشد ظرفیت ذخیره ۷۶۰ میلیون مترمکعب و همچنان تونل آبگردان به قطر ۹ متر و ظرفیت انتقال آب ۷۸۸ متر مکعب در ثانیه می‌باشد.

## نگارخانه

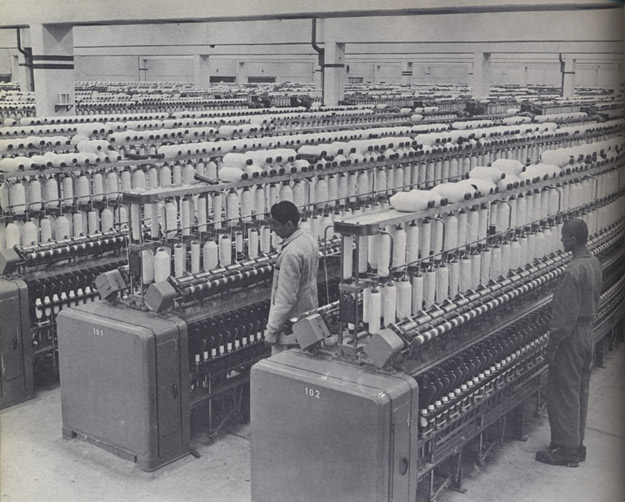
کارخانه نساجی گلبهار که در دهه ۱۹۵۰ از مدرن‌ترین کارخانه‌های نساجی آسیا بود.
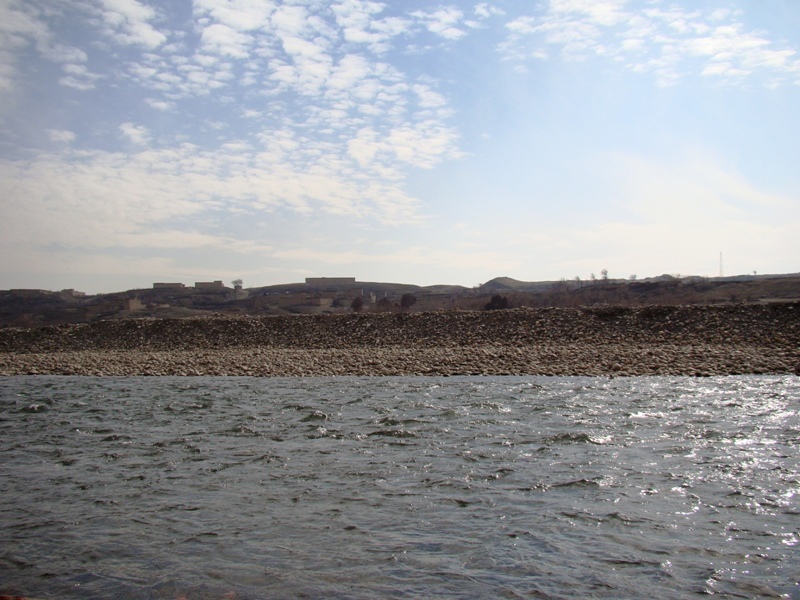
رود گلبهار نزدیک به پیوندگاهش با رود پنجشیر، در گلبهار افغانستان.
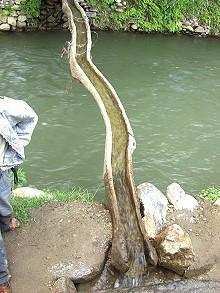
یک ناودانک چوبی در گلبهار.